# 俄羅斯毛主義黨
俄罗斯毛主义党（俄语：Российская маоистская партия，缩写为）是俄罗斯的一个奉行马列毛主义的小型政党。成立于2000年6月9日。
该党与美国毛派组织毛主义国际主义运动结为“兄弟党”。
俄罗斯毛主义党称其最终目标是实现共产主义，建立一个没有任何经济、社会、国家、文化、性别压迫的自由社会。其认同苏联共产党1953年之前和中国共产党1976年之前的政策遗产，认为此后的苏联和中国被修正主义者窃取了政权，转变为资本主义国家，甚至是社会帝国主义国家。認为叶利钦和普京領導下的俄罗斯是“社会帝国主义”体系的直接连续。该党认为，目前的主要任务是在无产阶级和知识分子中积极宣传马列毛主义，鼓动革命，等待时机。

## 外部連結
- 官方网站 （俄文）

1. ↑  .   [2009-09-28]. （原始内容存档于2011-08-26）.